# Santa Isabel (Puerto Rico)
Santa Isabel és un municipi de Puerto Rico localitzat a la costa sud de l'illa, també conegut amb els noms de Tierra de Campeones i La Ciudad de los Potros. Limita al nord amb el municipi de Coamo; al sud amb el mar Carib; a l'est amb Salinas i a l'oest amb Juana Díaz. Forma part de l'Àrea metropolitana de Ponce.
Va ser fundat el 5 d'octubre de 1842 separant-se del municipi de Coamo, sent Governador de Puerto Rico Santiago Méndez Vigo. El municipi està dividit en 8 barris: Santa Isabel Pueblo, Playa, Boca Velázquez, Descalabrado, Jauca I, Jauca II, Felicia I i Felicia II.